# The Kingdom - Il regno
(Lars Von Trier)
The Kingdom - Il regno (Riget) è una miniserie televisiva del 1994 diretta da Lars von Trier.
Ambientata nel reparto neurochirurgico del Rigshospitalet di Copenaghen, la serie segue le vicende del personale dell'ospedale e dei loro pazienti che hanno a che fare con fenomeni bizzarri e talvolta soprannaturali.
Come fonte d'ispirazione per la miniserie, Von Trier ha citato la serie televisiva I segreti di Twin Peaks di David Lynch e la miniserie francese Belfagor o Il fantasma del Louvre.

## Trama
In un ospedale della Danimarca, chiamato Il Regno, una medium ricoverata sente il pianto di una bambina provenire dall'ascensore. Questo è l'inizio di un'intricata storia, la cui trama si dipana seguendo le vicende di ciascun personaggio: la donna cercherà di risalire all'oscuro passato della bambina fantasma; un medico svedese cercherà di cancellare il verbale di uno dei suoi interventi, che ha provocato danni irreparabili a una ragazzina per un grossolano ed evitabile errore; egli cercherà anche un modo per uccidere un collega, a conoscenza della sua volontà disonesta.

## Distribuzione
In Danimarca la miniserie è stata trasmessa dall'emittente Danmarks Radio (DR) dal 24 novembre al 15 dicembre 1994.
La versione inglese, intitolata The Kingdom, è stata trasmessa nel Regno Unito dalla BBC Two dal 1° al 9 aprile 1997.
In Italia la miniserie non è stata trasmessa in televisione bensì è uscita nei cinema la versione cinematografica della durata di quattro ore. Tale versione è stata poi trasmessa diverse volte in televisione. Solo nella versione DVD la miniserie è stata suddivisa in cinque puntate.

### Home media
La serie è stata montata in un unico film di cinque ore diviso in due parti, che è stato proiettato in alcuni cinema ed è stato distribuito in home video in America e nel Regno Unito.
La miniserie è disponibile in DVD in Australia e Nuova Zelanda edito dall'etichetta Madman Entertainment; nel Regno Unito edito dalla Second Sight; e negli Stati Uniti edito dalla Koch-Lorber Films.

## Episodi
Trasmissione originale:
| nº | Titolo originale  | Prima TV         |
| -- | ----------------- | ---------------- |
| 1  | Den hvide flok    | 24 novembre 1994 |
| 2  | Alliancen kalder  | 1º dicembre 1994 |
| 3  | Et fremmed legeme | 8 dicembre 1994  |
| 4  | De levende døde   | 15 dicembre 1994 |

Versione italiana in DVD:
1. L'ospite diabolico
2. Venga il Tuo Regno
3. Ascolta e capirai
4. Un corpo estraneo
5. Spiriti inquieti

## Sequel
Lo stesso von Trier ha realizzato due serie sequel di The Kingdom: The Kingdom 2 nel 1997e Riget: Exodus nel 2022.

## Opere correlate
The Kingdom è stata fonte d'ispirazione per la serie televisiva statunitense Kingdom Hospital, sviluppata dallo scrittore Stephen King e andata in onda sulla ABC tra marzo e luglio 2004.